# Otsjakiv
Otsjakiv (Oekraïens: Очаків, Russisch: Очаков, Otsjakov) is een stad in Oekraïne in de oblast Mykolajiv waar men vroeger een belangrijke zeehaven had. De stad vormt samen met Odessa en Mykolajiv een driehoek aan havensteden. Otsjakiv kende in 2021 13.927 inwoners.

## Geografie

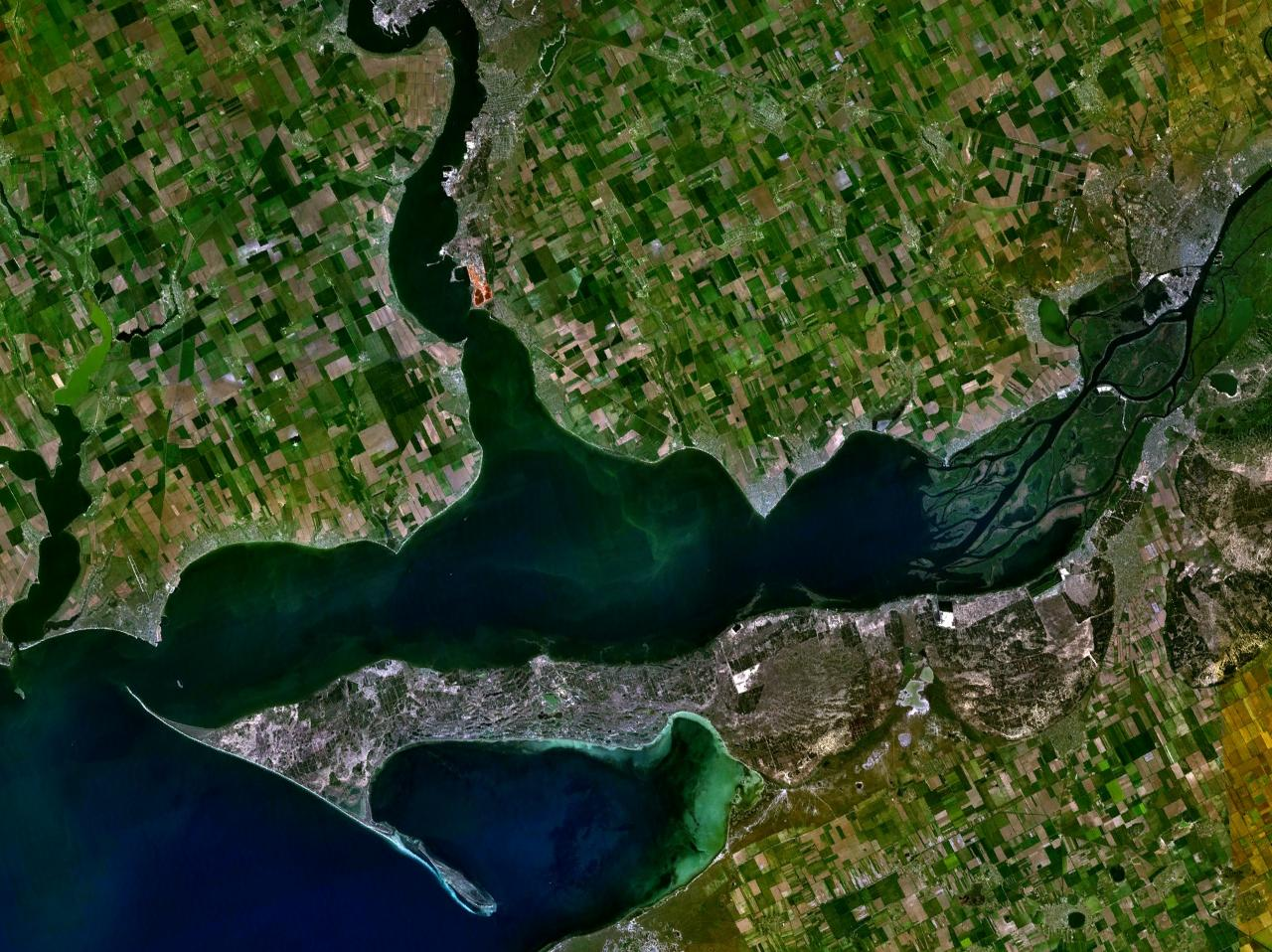
Liman aan de Dnjepr. Otsjakiv ligt links op de foto, nabij het vliegveld.

Otsjakiv ligt aan de Zwarte Zee, op de noordoever van de Dnjepr-Zuidelijke Boeg-liman, 59 km ten zuidwesten van het oblastcentrum Mykolajiv en 67 km ten oosten van Odessa.

## Geschiedenis
In de 14e eeuw bouwde de Litouwse grootvorst Vytautas de Grote op deze plaats een vesting met de naam Dasjiv. Aan het eind van de 15e eeuw stond het noordelijk kustgebied van de Zwarte Zee onder controle van het Krim-kanaat en de Krimtataren, die er ook een vesting stichtten. Daarna kwam de streek onder Turkse controle.
De naam Otsjakiv is afgeleid van de Turkse naam van de versterkte vesting, Achi-Kale. In de 16e en 17e eeuw veroverden de Zaporozje-Kozakken deze vesting meerdere keren.

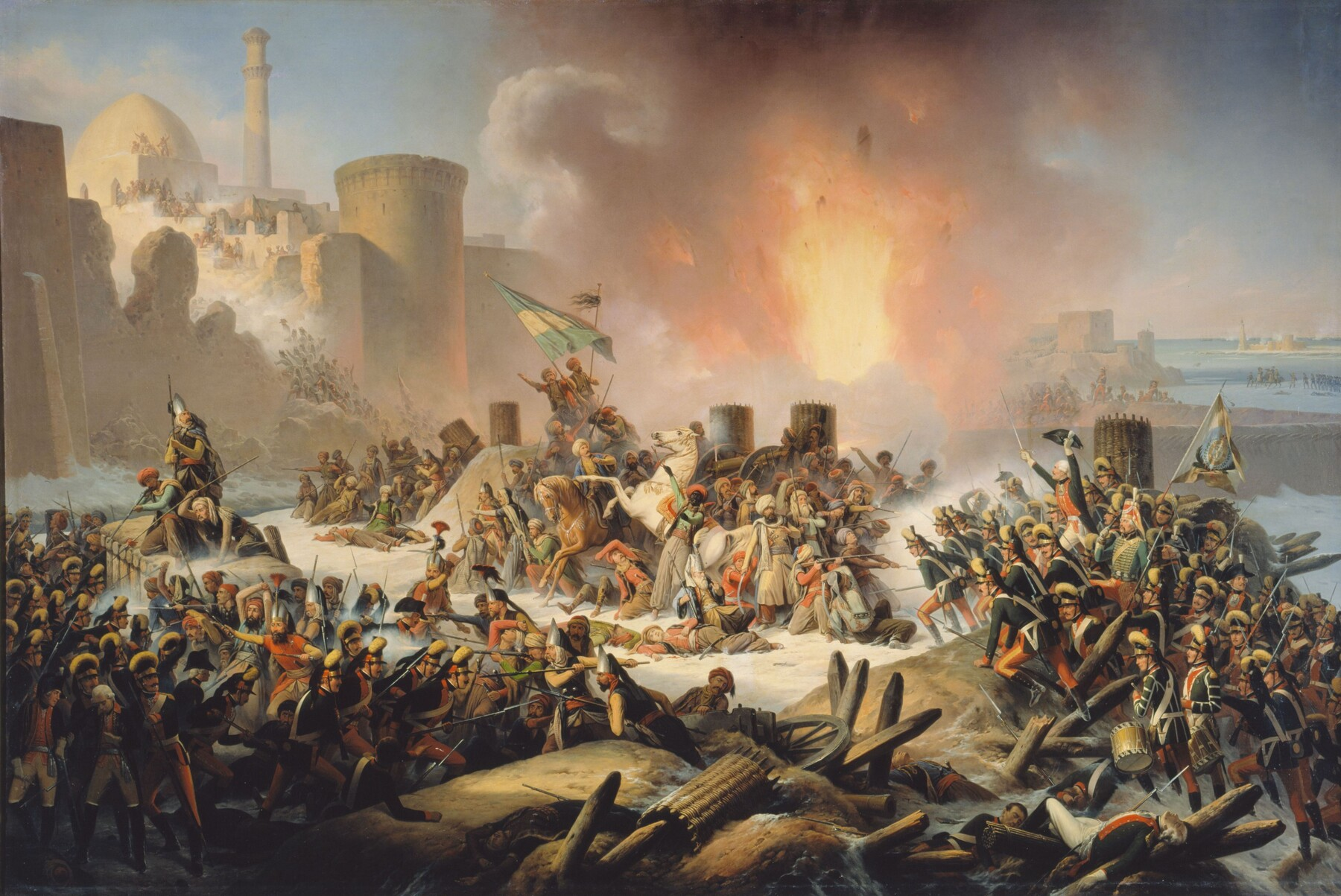
Bestorming van Otsjakiv op 6 december 1788 (January Suchodolski, 1853)

De als „leugenbaron“ bekende Karl Friedrich Hieronymus von Münchhausen zou bij de belegering van de vesting in 1737 in de Russisch-Turkse Oorlog (1735-1739) zijn rit op de kanonskogel hebben gemaakt.
Admiraal Karel Hendrik van Nassau-Siegen (1743–1808) overwon in 1788 in de zeeslag bij Otsjako de Turkse vloot, waarna de stad door Russische troepen kon worden veroverd. Hierna groeide de stad snel en werd wegens de haven een belangrijke handelsplaats en centrum van visserij.

### 20e eeuw

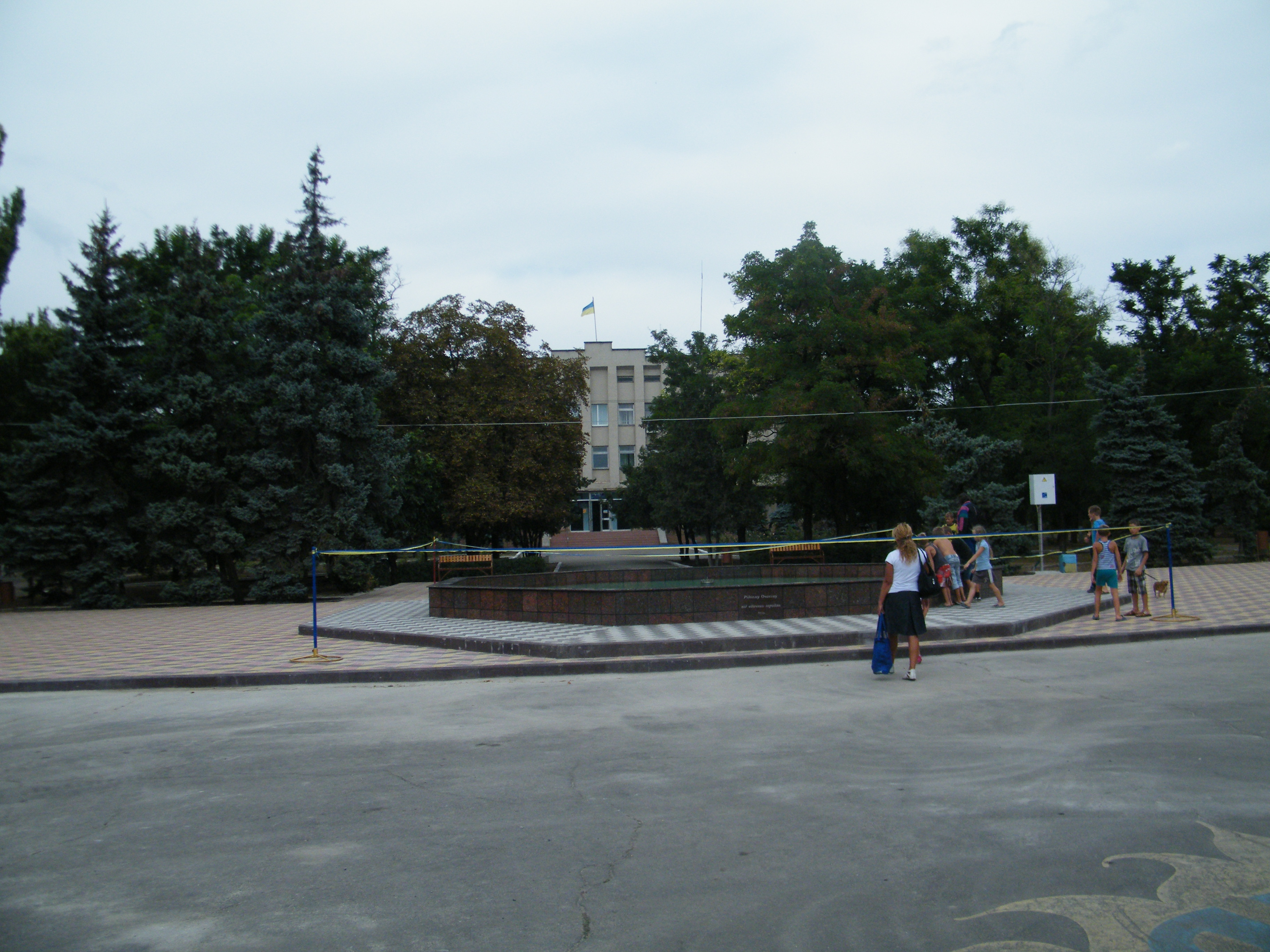
Stadscentrum

Tijdens de Oekraïense Volksrepubliek (1917-1918) kwam de plaatselijke Oekraïense naam van de stad in officieel gebruik; in de Sovjettijd was het een stad in de Oekraïense SSR. Tijdens de Tweede Wereldoorlog werd de stad tussen 1941 en 1944 bezet door Roemeense troepen.

### 21e eeuw
Tegenwoordig is Otsjakiv een vakantie-oord en vissershaven. Er is een visconservenbedrijf, enkele wijngaarden en naaiateliers. Er zijn enkele museums en veel sanatoria in de nabije omgeving. De marine heeft er een controlecentrum. De bekendste bezienswaardigheid is het gebouw van het Soevorovmuseum, dat in de 15e eeuw een moskee was. In 1804 kwam het in gebruik als de St. Nikolaaskerk.
Het historisch-archeologisch reservaat "Olbia" en het Berezan-eiland liggen niet ver van de stad. Op het schiereiland Kinboern liggen het Nationale park "Witte zandbank van Svjatoslav" en het "Volzjynbos", onderdeel van het Biosfeerreservaat Zwarte Zee.

## Bevolkingsontwikkeling
| 1897   | 1923  | 1926  | 1959  | 1970   | 1979   | 1989   | 2001   | 2005   | 2014   | 2016   |
| ------ | ----- | ----- | ----- | ------ | ------ | ------ | ------ | ------ | ------ | ------ |
| 10.786 | 4.702 | 4.674 | 8.473 | 12.529 | 14.918 | 18.976 | 16.929 | 15.551 | 14.553 | 14.513 |